# Развој рекорда европских првенстава у атлетици на отвореном - 200 метара за мушкарце
Ово је преглед рекорда европских првенстава на отвореном трке на 200 метара за мушкарце. Резултати су дати у секундама.

## Рекорди европских првенстава трке на 200 метара за мушкарце на отвореном
Закључно са ЕП 2014. у Цириху ратификована су 16 рекорда од стране ЕАА (European Athletic Association).
|     | Резултат | Ветар (м/с) | Атлетичар             | Дат. рођ.          | Држава               | Место                | Датум               |
| --- | -------- | ----------- | --------------------- | ------------------ | -------------------- | -------------------- | ------------------- |
| 1.  | 21,6     |             | Кристијан Бергер      | 27. април 1911.    | Холандија            | Торино, Италија      | 8. септембар 1934.  |
| 2.  | 21,5     |             | Кристијан Бергер      | 27. април 1911.    | Холандија            | Торино, Италија      | 9. септембар 1934.  |
| 2.  | 21,5     |             | Јожеф Шир             | 28. април 1912.    | Мађарска             | Торино, Италија      | 9. септембар 1934.  |
| 2.  | 21,5     |             | Мартинус Осендарп     | 21. мај 1916.      | Холандија            | Париз, Француска     | 4. септембар 1938.  |
| 2.  | 21,5     |             | Јакоб Шојринг         | 29. октобар 1912.  | Немачка              | Париз, Француска     | 4. септембар 1938.  |
| 6.  | 21,2     |             | Мартинус Осендарп     | 21. мај 1916.      | Холандија            | Париз, Француска     | 4. септембар 1938.  |
| 7.  | 21,1     |             | Хајнц Фитерер         | 14. октобар 1931.  | Западна Немачка      | Берн, Швајцарска     | 28. август 1954.    |
| 8.  | 20,9     |             | Хајнц Фитерер         | 14. октобар 1931.  | Западна Немачка      | Берн, Швајцарска     | 28. август 1954.    |
| 9.  | 20,8     | 1,1         | Ове Јонсон            | 23. новембар 1940. | Шведска              | Београд, Југославија | 14. септембар 1962. |
| 10. | 20,7     | 0,0         | Ове Јонсон            | 23. новембар 1940. | Шведска              | Београд, Југославија | 16. септембар 1962. |
| 12. | 20,7     | -0,2        | Филип Клерк           | 24. децембар 1946. | Швајцарска           | Атина, Грчка         | 20. септембар 1969. |
| 12. | 20,3*    | 0,0         | Валериј Борзов        | 20. октобар 1949.  | Совјетски Савез      | Хелсинки, Финска     | 11. август 1971.    |
| 13. | 20,31    | 0,0         | Валериј Борзов        | 20. октобар 1949.  | Совјетски Савез      | Хелсинки, Финска     | 11. август 1971.    |
| 14. | 20,16    | -0,2        | Пјетро Менеа          | 28. јуни 1952.     | Италија              | Праг, Чехословачка   | 1. септембар 1978.  |
| 15. | 20,11    | 1,5         | Џон Риџиз             | 11. март 1964.     | Уједињено Краљевство | Сплит, Југославија   | 30. август 1990.    |
| 16. | 19,85    | -0,5        | Константинос Кентерис | 11. јул 1973.      | Грчка                | Минхен, Немачка      | 9. август 2002.     |